# Winter Days of Metal
Winter Days of Metal je bil slovenski dvodnevni zimski težkometalni glasbeni festival, ki se je odvijal v Bohinjski Bistrici. Njegov začetek sega v leto 2017, leta 2018 je bil organiziran dvakrat, z zadnjo edicijo pa se je zaključil leta 2019. Na njem so nastopili velikani metal glasbe, kot so Rotting Christ, Marduk, Alestorm in Kataklysm. Odpovedi glasbenih skupin zaradi pandemije covida-19 in poznejša draginja so organizatorja prisilili k odpovedi festivala.

## Organizacija
Winter Days of Metal se je odvijal v Dvorani Danica v Bohinjski Bistrici. Zasnovan je bil kot oblika zimskih počitnic: obiskovalci so imeli dopoldne možnost ali smučati na Voglu ali obiskati bližnje terme, zvečer so sledili koncerti. Festival je imel pod okriljem organizator, ki je bedel tudi nad največjim slovenskim glasbenim festivalom, Metaldays.

## Seznam glasbenih skupin po letih

### 2017[4]
- Belphegor
- Dead Lord
- Destruction
- Dew Scented
- Disharmonic Orchestra
- Dracionian
- Flotsam & Jetsam
- Holy Moses
- Izegrim
- Layment
- Metalsteel
- Milking the Goatmachine
- Mist
- Morana
- Orden Ogan
- Rest in Fear
- Rotting Christ
- Taake
- The Devil
- Total Annihilation

### Februar 2018[5]
- Ahab
- Arcona
- Asphyx
- Carnage Calligraphy
- Dropkick Murphys
- Endezzma
- Gaahls Wyrd
- Grailknights
- Hour of Penance
- Immorgon
- Infected Chaos
- Milking the Goatmachine
- Novacrow
- Ritual Day
- Skálmöld
- Srd

### December 2018
- Alestorm
- Alithia
- Aniame Silentes
- Archgoat
- Atrexial
- Attic
- Batushka
- BÖMBERS
- Gutalax
- Igorrr
- Marduk
- Membrance
- Nox Vorago
- Paragoria
- Shining
- Shores of Null
- Skálmöld
- Valkyria
- Valuk

### 2019
- The Black Dahlia Murder
- Blaze of Perdition
- Bolzer
- Copia
- Dodheimsgard
- Dyscarnate
- Exciter
- Fleshgod Apocalypse
- Insomnium
- Kampfar
- Kataklysm
- Matterhorn
- M.O.D.
- Morywa
- Okilly Dokilly
- Stam1na
- Whitechapel